# Drechslera patereae
Drechslera patereae är en svampart som beskrevs av M.R. Carranza 1983. Drechslera patereae ingår i släktet Drechslera och familjen Pleosporaceae.   Inga underarter finns listade i Catalogue of Life.